# Stazione di Roccamurata
La stazione di Roccamurata è una fermata ferroviaria posta sulla linea Parma-La Spezia, anche detta Pontremolese. Serviva il centro abitato di Roccamurata, frazione del comune di Borgo Val di Taro. Dal 2007 non è più servita da alcun treno, seppur risulti formalmente ancora attiva .

## Storia
La fermata veniva utilizzata dagli abitanti del paese di Roccamurata e delle limitrofe località di Gorro e Belforte ed era servita unicamente da treni regionali.
Dall'anno 2007 non effettua più servizio viaggiatori e risulta quindi un impianto formalmente attivo ma senza alcun traffico.

## Strutture e impianti

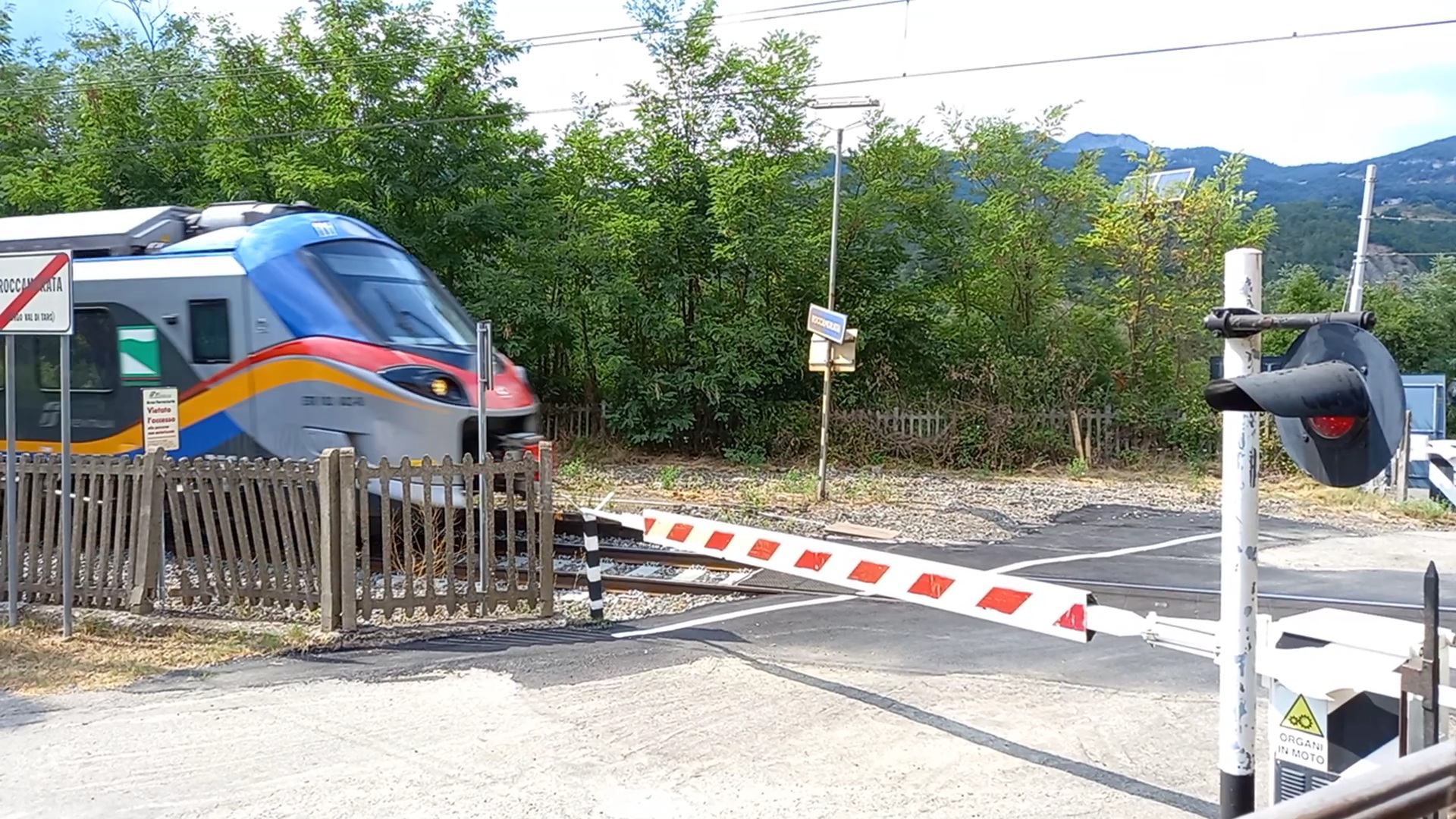
Un elettrotreno ETR103 "Pop" di Trenitalia mentre transita presso il passaggio a livello di Roccamurata, nell'agosto 2021

La fermata dispone di un fabbricato viaggiatori, che funge anche da casello e reca la progressiva chilometrica della località, di un fabbricato per i servizi igienici e di un marciapiede che serve l'unico binario di corsa.
In direzione La Spezia sono presenti un passaggio a livello, posto nelle immediate vicinanze del fabbricato viaggiatori ed un piccolo casotto bianco, ora inutilizzato, che fungeva da sala d'attesa.
Nonostante l'impianto sia impresenziato da diversi anni si trova ancora in buono stato di conservazione.

## Servizi
La fermata disponeva di:
- Sala d'attesa
- Servizi igienici